# NEVS 9-3EV
NEVS 9-3EV – elektryczny samochód osobowy klasy średniej produkowany pod szwedzką marką NEVS w latach 2017–2022.

## Historia i opis modelu
W maju 2017 roku szwedzkie przedsiębiorstwo NEVS ze wsparciem nowego chińskiego inwestora zdecydowało się powrócić do koncepcji dawnego Saaba 9-3 z ostatniej serii produkcji. W związku z utratą praw do stosowania dawnej szwedzkiej marki, samochód zyskał nową markę, a także w pełni elektryczny napęd i obszernie zmodernizowane nadwozie oraz kabinę pasażerską. Pierwotnie NEVS 9-3EV miał wyróżniać się całkowicie nową stylizacją przedniej i tylnej części nadwozia, a także trafić do sprzedaży także jako 5-drzwiowe kombi.
Ostatecznie, przeznaczony do seryjnej produkcji przeszedł w stosunku do pierwowzoru Saaba znacznie mniej rozległe zmiany wizualne. Zmieniono kształt imitacji osłony chłodnicy, przeprojektowano zderzaki i detale na klapie bagażnika, a także zmieniono kształt maski. W kabinie pasażerskiej umieszczono z kolei cyfrowy wyświetlacz wskaźników.

### Sprzedaż
Produkcja NEVS 9-3EV rozpoczęła się w grudniu 2017 roku w chińskim Tiencinie, za cel obierając wyłącznie lokalny rynek chiński, za głównych nabywców obierając tutaj floty z branż np. carsharingu czy przewozu osób. W momencie rozpoczęcia produkcji NEVS zakładało roczną wielkość produkcji w wymiarze ok. 50 tysięcy egzemplarzy. Wytwarzanie pojazdu dobiegło końca w 2022 roku tuż przed tym, jak w marcu 2023 NEVS zredukowało kadrę pracowniczą do minimum i zamroziło działalność.

### Dane techniczne
NEVS 9-3EV, zgodnie z nazwą, jest samochodem w pełni elektrycznym. Napędza go 174-konny silnik pozwalający rozpędzić się do 100 km/h w 12 sekund, osiągając maksymalną prędkość nie większą niż 140 km/h. Bateria o pojemności 45 kWh pozwala przejechać średnio 300 km na jednym ładowaniu, maksymalnie osiągając wartość 345 kilometrów według chińskiego cyklu pomiarowego NEDC.